# Gemma Bellincioni
Gemma Bellincioni (prononcé : [ˈdʒɛmma bellinˈtʃoːni] ; 18 août 1864 - 23 avril 1950) est une soprano italienne. C'est l'une des grandes figures de l'opéra à la fin du XIXe siècle. Proche du répertoire vériste, elle est reconnue pour son jeu d'actrice charismatique.

## Biographie
Mathilde Cesira, de son vrai nom, naît à Côme, en Italie, le 18 août 1864. Ses parents sont tous les deux chanteurs. Après avoir suivi leur enseignement, elle se lance dans l'opéra à Naples, en 1880. Pendant les deux décennies suivantes, elle chante à travers l'Europe et en Amérique du Sud. Elle ne chante qu'une fois à la Royal Opera House, à Covent Garden, en 1895. De même qu'elle ne chante jamais, au cours de sa carrière, au Metropolitan Opera de New York.
Elle rencontre le compositeur Giuseppe Verdi en 1886, alors qu'elle joue Violetta dans son opéra La traviata au théâtre de La Scala, à Milan. Malgré son admiration pour son jeu d'actrice, il ne la sélectionne pas pour jouer Desdémone dans son Otello, l'année suivante. En outre, le jeu de Bellincioni, notamment sa diction, et sa présence scénique, s'adapte parfaitement aux compositions issues du Vérisme, qui devient populaire dans les années 1890. Elle chante de nombreuses pièces issues de ce mouvement, bien que sa voix ne soit pas particulièrement d'une grande capacité et amplitude.
Le 17 mai 1890, elle crée le rôle de Santuzza dans la Cavalleria rusticana de Pietro Mascagni, quand celle-ci est réalisée à Rome. Son conjoint, Roberto Stagno, un ténor originaire de Sicile, joue le rôle de Turiddu à la première. Ils se sont rencontrés à l'occasion d'une tournée en Argentine, en 1886. Roberto Stagno meurt en avril 1897, à 57 ans.
Bellincioni est aussi la première soprano à jouer le rôle-titre de Fedora, le 17 novembre 1898. Il s'agit d'une pièce vériste de Umberto Giordano, qu'elle chante avec le grand chanteur Enrico Caruso. Huit ans plus tard, elle joue dans la première italienne du Salomé de  Richard Strauss. Elle prend sa retraite en 1911, se consacrant à l'enseignement du chant, mais réapparait sur le devant de la scène en 1916, jouant le premier rôle féminin dans le film muet Cavalleria Rusticana, réalisé par Ugo Falena.
Jusqu'au début des années 1920, elle continue de donner quelques représentations aux Pays-Bas, mais sa voix est fatiguée.
Bellincioni écrit un manuel d'instruction pour les chanteurs, publié à Berlin en 1912 et une autobiographie, Io e il palcoscenico, publié à Milan en 1920. Elle passe les dernières années de sa vie à Naples, où elle meurt à l'âge de 85 ans. 
La voix de Bellincioni a été enregistrée et est audible sur certains disques ponctuellement réédités. Il s'agit de quelques enregistrements qu'elle a faits pour la Gramophone & Typewriter Company et Pathé, au début des années 1900.